# 馬鞍山綫

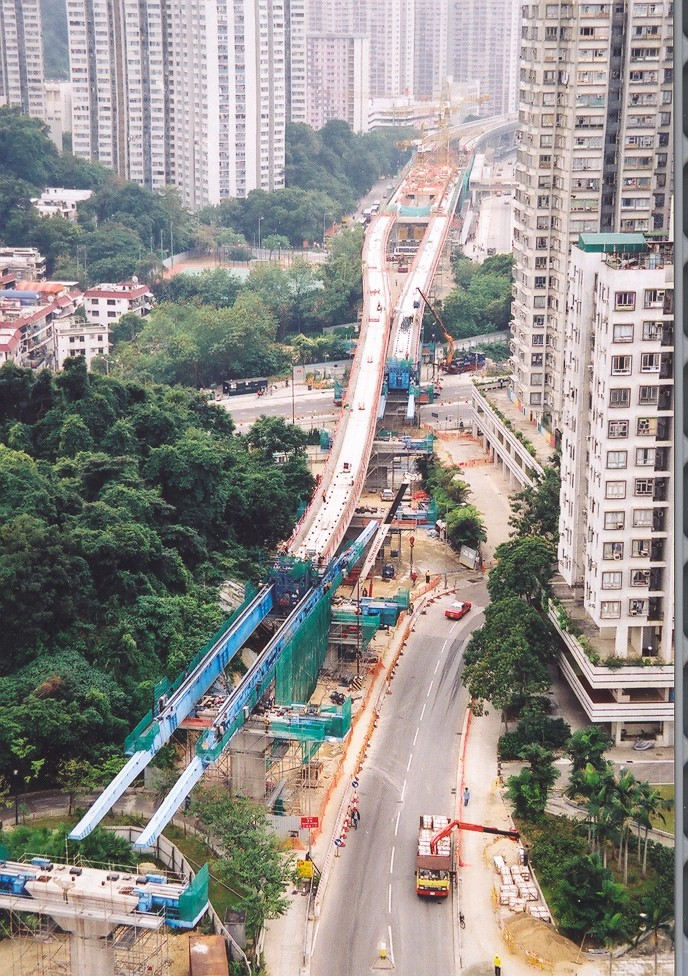
興建中的馬鞍山鐵路近沙田圍段（2002年）

馬鞍山綫（英語：Ma On Shan Line，兩鐵合併前稱九廣馬鐵或馬鞍山鐵路，當時簡稱馬鐵），是香港港鐵的一條連接新界沙田區大圍站和烏溪沙站的通勤鐵路，主要服務沙田城門河東岸和馬鞍山，現已與西鐵綫及沙中綫大圍至紅磡的新建路段貫通合併成屯馬綫。
此綫由九廣鐵路公司擁有，以「服務經營權」方式授予港鐵公司營運，其中大圍站是與東鐵綫交匯的轉車站，亦是馬鞍山綫中唯一的轉車站。在路綫圖上，此路綫採用棕色為代表顏色。
為配合沙中綫大圍至啟德段啟用，馬鞍山綫於2020年2月14日延伸至啟德站，並易名為「屯馬綫一期」；其後，配合沙中綫啟德至紅磡段啟用，於2021年6月27日和原西鐵綫合併全綫通車，正名為「屯馬綫」，代表顔色統一爲原馬鞍山綫的棕色；馬鞍山綫這個名稱則正式成為歷史。

## 路綫資料
- 站數：9個
- 軌距：1,435毫米
- 雙綫區間：全綫
- 電化區間：全綫（交流25,000V）
- 訊號系統：SelTrac CBTC
- 列車行車速度：最高100公里每小時
- 控制中心：青衣站超級車務控制中心

## 概述
馬鞍山綫以沙田區的大圍為起點，向東北方向途經位於城門河東岸的乙明邨及博康邨等公共屋邨、威爾斯親王醫院、沙田第一城、石門工業區，然後沿大老山公路繼續向東北伸延，最後進入馬鞍山新市鎮，並以烏溪沙為終點。該綫全長11.4公里，全程行車時間約為19分鐘，沿綫共設有9個車站。馬鞍山綫綫大部分路段均以高架的方式興建（大老山公路一段以及大圍車廠內的軌道除外），並曾是港鐵系統中除輕鐵及昂坪360外唯一一條沒有隧道路段的鐵路綫。
馬鞍山綫耗資約100億港元興建，並曾被稱為「街坊鐵路」，因為該綫在延長前只在沙田區內運行，沿綫車站附近建有多個公共屋邨及私人屋苑，共數十萬居民居住。通車首年，預計每日將有190,000人次使用。馬鞍山綫於2001年2月12日開始施工，2004年4月通電，並於2004年12月21日通車。平日星期一至六每3－8分鐘開出一班；星期日及公眾假期則每5－8分鐘開出一班。
馬鞍山綫由通車至2017年1月14日均由4卡列車行走，翌日才陸續改用8卡車，並於同年12月23日起全面8卡化。
因應紅磡站的偷工減料醜聞，屯馬綫全綫通車日期要大幅延遲到2021年6月27日。港鐵和政府決定在2020年2月14日先將馬鞍山綫延伸至啟德站，途經鑽石山站（可轉乘觀塘綫）及顯徑站，並將該綫易名為「屯馬綫一期」，以儘快紓緩東鐵綫大圍站至九龍塘站的擠迫情況。

## 歷史
1980年，馬鞍山新市鎮發展，香港政府已在內部研究涵蓋包括馬鞍山在其中的沙田鐵路系統發展計劃，並在1981年發表了《馬鞍山交通研究第一期報告》的機密報告（此報告在30年後，即2011年公開）。報告設計了二十多個包含由地鐵或九鐵營運的輕鐵和重鐵形式設計的路線，當中部分方案同時建議九廣鐵路加設荃灣支線。報告最終建議通往馬鞍山的鐵路可以以輕鐵或重鐵營運，並可選擇興建往沙田馬場的支線（重鐵方案）或連結大圍、火炭約、小瀝源約的支線（輕鐵方案）。其後，政府在將來可能建造鐵路的地方（尤其是馬鞍山西沙路一帶），設立鐵路預留區域，為興建本鐵路線提供基礎。
直到1993年發表的《香港鐵路發展研究》倡議興建馬鞍山鐵路，計畫在2001年通車，從大圍出發向東延展，經沙田圍、沙田第一城等地至馬鞍山市中心。當時曾建議馬鞍山鐵路日後可接駁東九龍綫（現時為沙中綫一部份）。
除了政府倡議，私人發展商亦曾有意自行興建馬鞍山鐵路。早於1992年，新世界發展牽頭組成的財團提出興建一條往來鑽石山、大圍、沙田、馬鞍山新市鎮、西貢企嶺的高架鐵路。長江實業亦於1993年擬議興建一條連接馬鞍山至長沙灣近南昌站的高架輕鐵，計劃造價只需150億，比當時政府方案更便宜。
馬鞍山鐵路於1994年發表的《鐵路發展策略》被列為優先興建項目，並被定位為九廣東鐵（現東鐵綫）的支線，故直接交由九鐵公司興建和營運，而該線可大大減輕大老山隧道和獅子山隧道擠迫情況。新方案與93年版本不盡相同，新的走線參考長實的提議，將終點站由長沙灣縮至九鐵大圍站，亦改為中型鐵路系統營運。
在1996-98年路政署提出的馬鞍山鐵路方案中，全線由顯徑站至烏溪沙站（時稱利安站）共設十個車站，而定線與實行方案近乎一致；而在技術方面，則採用第三軌供電及有碴道床。但是，在最終方案中，顯徑站的興建計劃被取消，改為只預留較長的越位軌道供日後伸延之用，而且改用架空電纜及無碴道床。
馬鞍山鐵路於2001年2月12日動工興建，並於2004年12月21日下午三時通車。通車儀式由財政司司長唐英年主持；與差不多同期興建和通車的尖沙咀支線合稱東鐵延線（英語：East Rail Extensions）。2007年12月2日兩鐵合併，馬鞍山鐵路併入港鐵，由港鐵公司營運，並易名為馬鞍山綫。
2007年兩鐵合併前，該綫稱為馬鞍山鐵路，簡稱馬鐵，英文為Ma On Shan Rail，由九廣鐵路公司（九鐵公司）營運，為九廣東鐵（現東鐵綫）的一條支線，稱為馬鞍山支線。兩鐵合併後，馬鞍山綫仍舊由九廣鐵路公司擁有，並租賃予香港鐵路有限公司（港鐵公司）營運，成為港鐵系統的一部份。由於九廣東鐵和九廣西鐵分別在兩鐵合併時易名東鐵綫和西鐵綫，因此亦有人誤將原稱為「馬鐵」的馬鞍山綫稱為「馬鐵綫」。
港鐵於2015年1月30日測試使用港鐵版本開關門提示廣播，取代原有九鐵廣播，使馬鞍山綫的開關門提示廣播與市區綫一樣。為配合屯馬綫通車，2015年11月底起，馬鞍山綫所有列車報站廣播已完全港鐵化。
港鐵於2016年11月20日起，把列車的停車位置由原本的月台較接近出站通道位置統一改為每月台最前四卡（烏溪沙站為最後四卡），以配合信號系統測試和車卡擴展。同時，馬鞍山綫預留的新擴建部分月台亦全部啟用。
馬鞍山綫因應沙中綫的發展，而於2017年1月15日起，把15列4卡列車將陸續擴展成8卡，以應付未來屯馬綫客量的增長。。首4列8卡列車已於2016年6月/2016年11月開始在馬鞍山綫進行試車。首2列8卡列車（分別為D359/D360及D361/D362）已於2017年1月15日投入服務。（意味著該綫全面使用四卡列車的時期已經在2017年1月14日結束）2017年12月24日，馬鞍山綫全面使用八卡列車，而停止服務的四卡列車亦已由2017年12月下旬、2018年1月上旬及4月初被調往八鄉車廠以進行重編工程。自此，馬鞍山綫正式成為重型鐵路。然而，馬鞍山綫車站的上落設施未有因此而增加，不少車站都只有兩條扶手電梯、一部升降機和樓梯連接車站大堂與月台，因此繁忙時間扶手電梯和升降機都會出現人龍，而馬鞍山站因連接區內兩個大型商場，情況最為嚴重，在假日也會出現輪候人龍。

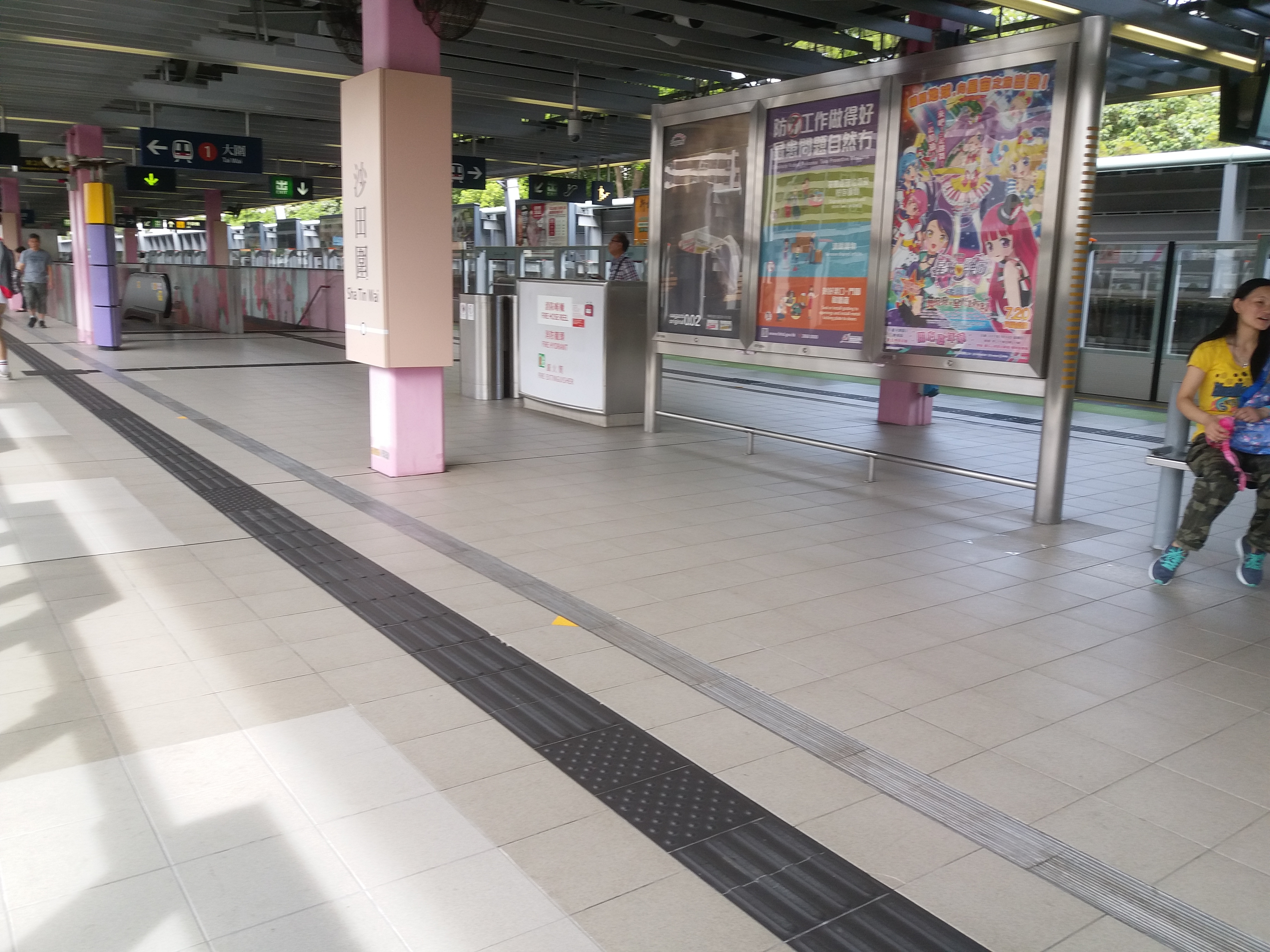
舊式廣告框架將會被陸續更換

港鐵於2017年6月起，把馬鞍山綫車站月台所有舊式廣告框架陸續更換成新廣告架。
在更換列車系統後，月台閘門在2017年12月完成安裝，比原定時間提早一年。大圍站3號月台及4號月台已於2016年3月中更換提示聲帶（「請勿靠近閘門」），至於車公廟至烏溪沙各站亦已於2018年1月更換提示聲帶。
2020年2月14日，馬鞍山綫延伸至啟德站，途經顯徑站及鑽石山站，並將原有路綫易名為「屯馬綫一期」，馬鞍山綫這個名稱則正式成為歷史。
2021年6月27日，屯馬綫全綫通車。

### 年表
- 2001年2月12日：馬鞍山鐵路開工。
- 2004年12月21日：馬鞍山鐵路通車。
- 2007年12月2日：兩鐵合併，由港鐵營運，馬鞍山鐵路改名馬鞍山綫。
- 2016年11月20日：馬鞍山綫的8卡長月台全數投入服務。
- 2017年1月15日：首列8卡列車開始運行。
- 2017年3月12日：屯馬綫中國製列車（D397/D398）開始在馬鞍山綫運行。
- 2017年12月：所有車站完成安裝月台閘門。
- 2017年12月24日：馬鞍山綫全綫以8卡列車行走。
- 2018年10月7日︰第一城站東北面預留變電站正式啟用，分隔為顯徑站至烏溪沙站。
- 2020年2月14日：馬鞍山綫延長至啟德站並改名屯馬綫一期。
- 2021年6月27日：屯馬綫全綫通車，屯馬綫一期與宋皇臺站、土瓜灣站、何文田站、紅磡站新月台及西鐵綫合併成屯馬綫。

## 車站列表
馬鞍山綫設有9個車站，當中5個車站於城門河東岸，另4個車站位於馬鞍山。南端終點站大圍站與東鐵綫匯合，為馬鞍山綫唯一的轉綫站。
所有馬鞍山綫車站均為架空開放式，車站月台設置月台閘門工程已於2017年12月8日完成。為盡量增加月台空間，只有簡單上色鋼柱支撐龐大的月台上蓋。沙田圍站至烏溪沙站月台以島式月台設計，路軌置於左右兩邊；至於大圍站和車公廟站則將兩組對行路軌置中，兩個側式月台設於左右兩邊。
值得一提，馬鞍山綫是港鐵唯一全綫靠路軌右側行駛的鐵路，行車方向為「右上左下」（與觀塘綫延綫及屯馬綫（大圍 - 土瓜灣段）相同），有別於港鐵大部分綫路的行車方向「左上右下」，原因是當年九鐵興建馬鐵時需要遷就大圍站設計，方便乘客於大圍站下車後通過連接橋以最短距離到達東鐵綫往紅磡方向的月台。然而，如果要轉乘東鐵綫往羅湖／落馬洲方向，或由東鐵綫轉乘馬鞍山綫列車，則得要使用扶手電梯或升降機前往下層大堂，然後再經大堂前往。

### 2020年2月14日延伸前
| 站名     | 站名     | 轉乘路綫 | 所在行政區域 | 通車日期       |
| 馬鞍山綫 | 馬鞍山綫 | 馬鞍山綫 | 馬鞍山綫     | 馬鞍山綫       |
| -------- | -------- | -------- | ------------ | -------------- |
|          | 烏溪沙   | -        | 沙田區       | 2004年12月21日 |
|          | 馬鞍山   | -        | 沙田區       | 2004年12月21日 |
|          | 恆安     | -        | 沙田區       | 2004年12月21日 |
|          | 大水坑   | -        | 沙田區       | 2004年12月21日 |
|          | 石門     | -        | 沙田區       | 2004年12月21日 |
|          | 第一城   | -        | 沙田區       | 2004年12月21日 |
|          | 沙田圍   | -        | 沙田區       | 2004年12月21日 |
|          | 車公廟   | -        | 沙田區       | 2004年12月21日 |
|          | 大圍     | 東鐵綫   | 沙田區       | 2004年12月21日 |
| 论 编    |          |          |              |                |

## 收費

### 單程票及八達通
馬鞍山綫主要以分區作為收費模式，烏溪沙站至大水坑站為其中一個收費區，石門站至車公廟站為另一收費區，大圍站則成為獨立收費結構。
在路綫延長前，由大圍站乘坐馬鞍山綫至烏溪沙站全程以八達通收費為港幣7.3元。乘客只乘搭馬鞍山綫一個站，不論有否跨區，八達通車費一律為港幣3.8元。

### 上水／烏溪沙－尖東全月通加強版
上水／烏溪沙－尖東全月通加強版使用者可以無限次乘搭東鐵綫上水至紅磡各站普通等（馬場站、羅湖站及落馬洲站除外）、西鐵綫紅磡站至尖東站及馬鞍山綫所有車站；亦可免費轉乘港鐵接駁巴士K12（星期日及公共假期除外）、K14、K17、K18；使用該月票往來非指定車站之連接車程可享額外正價車費75折優惠（馬場站、羅湖站或落馬洲站除外）。若使用該月票往／返馬場站、羅湖站或落馬洲站會被扣除全程正價車資。除指定路綫外，全月通不可享有其他接駁服務的轉乘優惠。
在路綫改名前，「上水／烏溪沙－尖東全月通加強版」售價為港幣485元（優惠價為港幣400元）。

## 乘客量

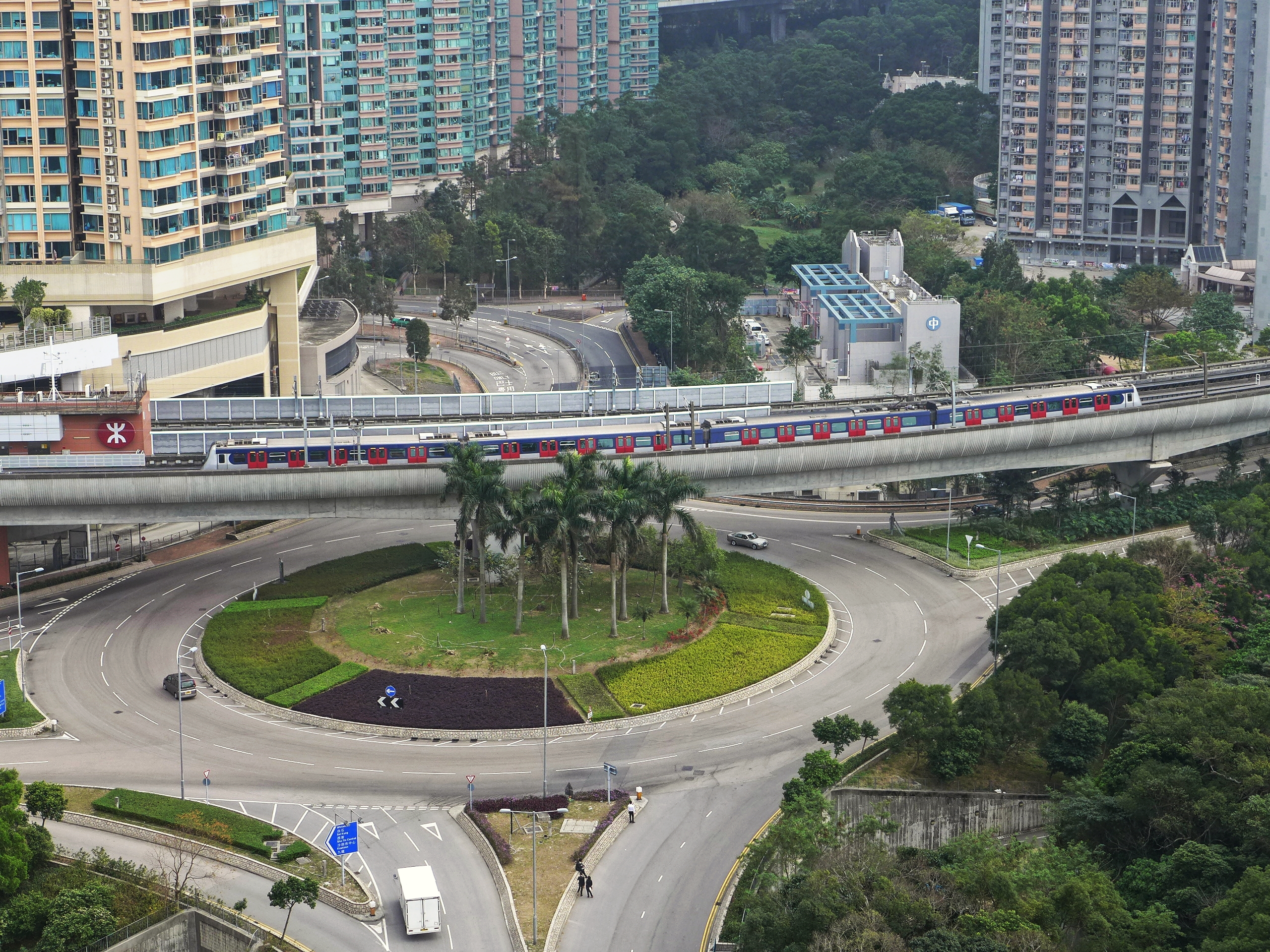
一列剛離開烏溪沙站的馬鞍山綫4卡列車

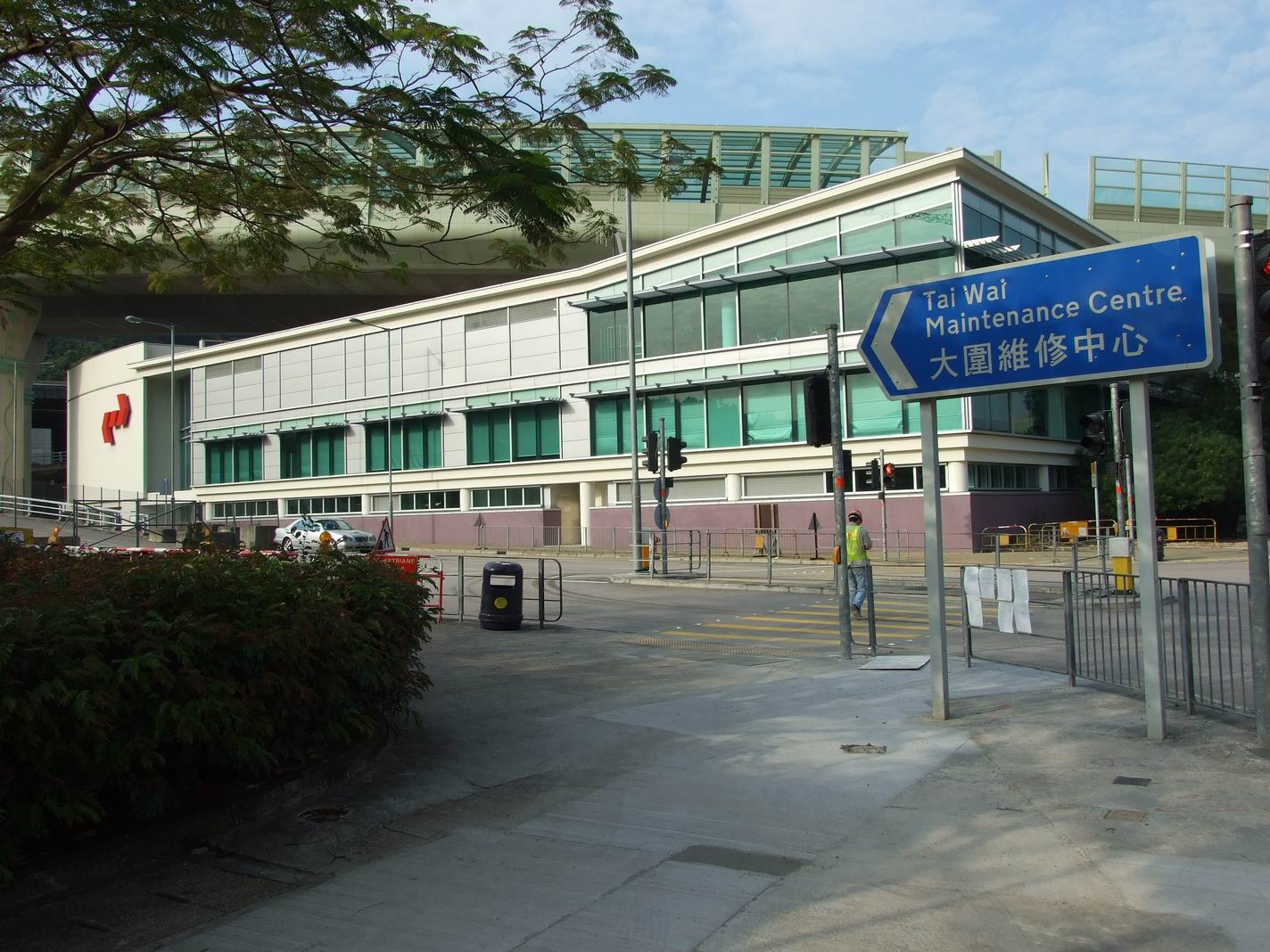
港鐵大圍車廠

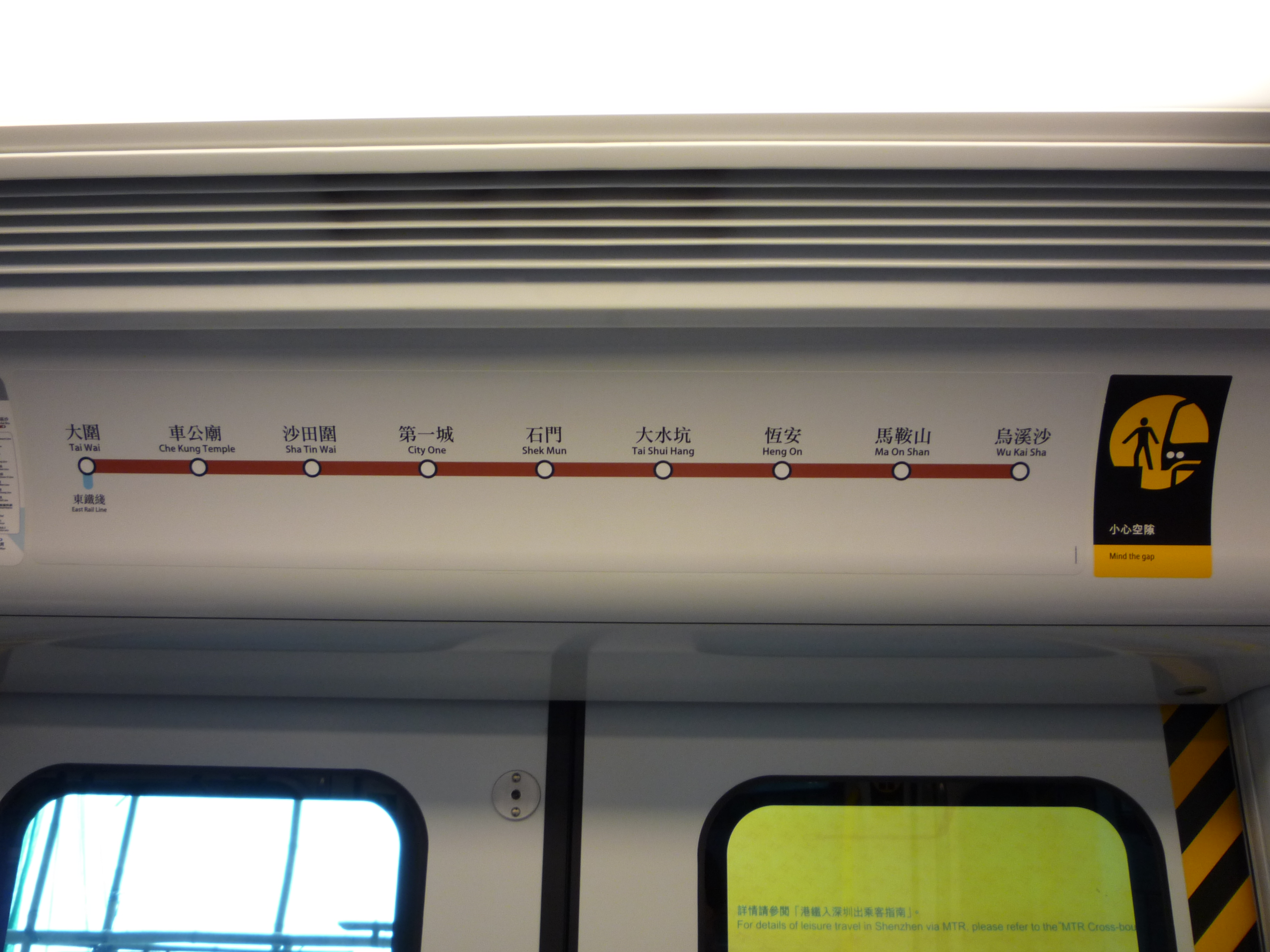
改裝為8卡車前的馬鞍山綫4卡列車車廂內的路綫圖。由於參照東涌綫閃燈路綫圖的格式，故只將所行走的路綫列入，然後在車廂內另設全系統之路綫圖，而且沒有閃燈顯示。

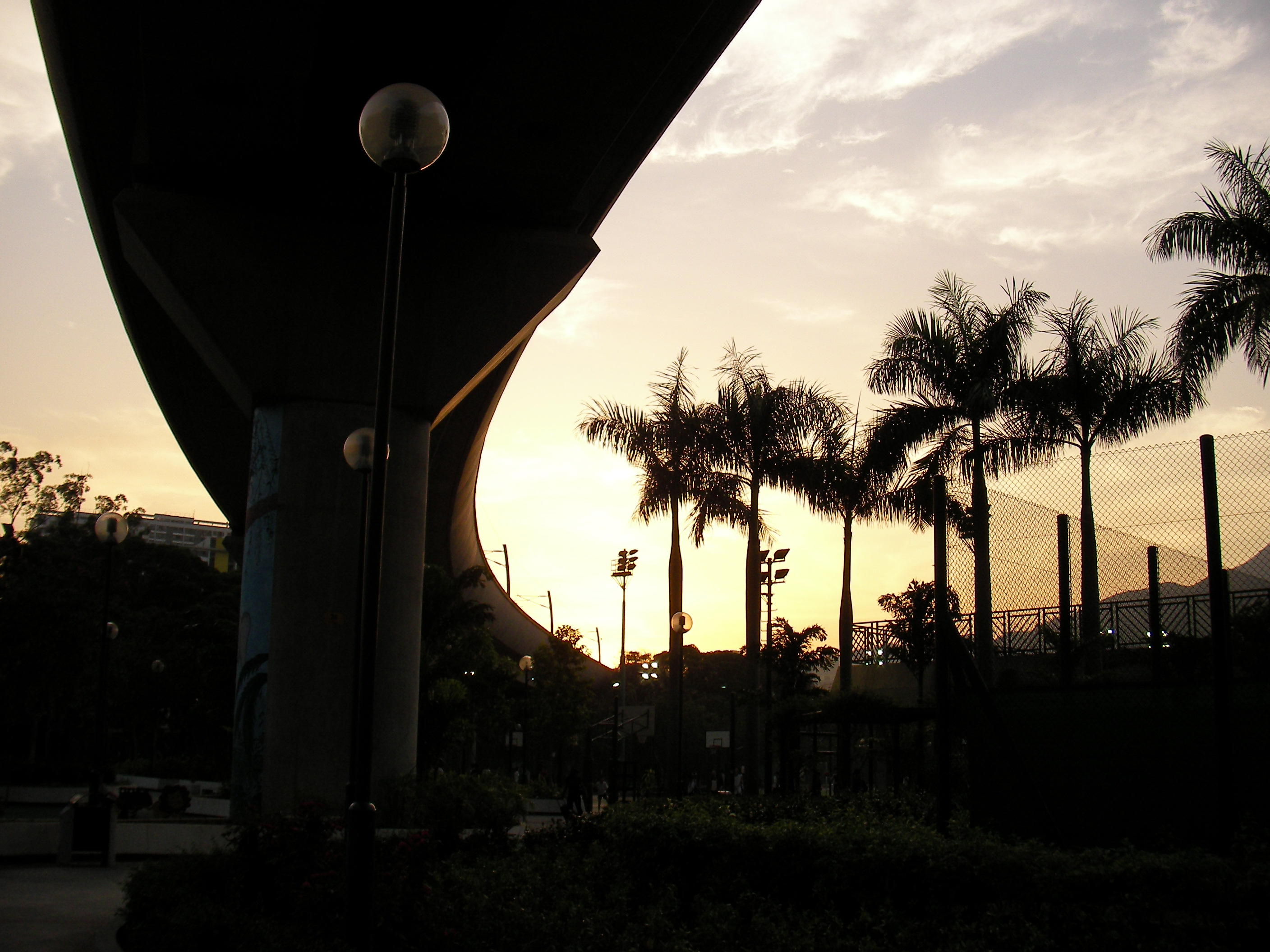
馬鞍山綫的高架橋在曾大屋遊樂場的上方越過

由於馬鞍山綫沿綫大多是住宅區，只有石門站和第一城站附近是工商業區及校區，本綫客量穩定，通車初期擠逼情況在本綫列車並不常見，但近年因多個位處馬鞍山新市鎮的住宅項目落成，所以在早上及晚上繁忙時間，恆安至大圍段也會有擠逼情況出現。車站方面也只有連接東鐵綫的大圍站經常擠逼以及車公廟站偶有擠逼。根據港鐵向香港立法會提交的文件披露，馬鞍山綫最繁忙時段載客率在2014年和2015年同為80%（以車廂每平方米站立4人計算），最繁忙路段在車公廟站至大圍站之間。自列車車卡增至8卡後擠逼情況已大幅改善，惟預計在沙中綫大圍至紅磡段通車後，或會因客源增加而令繁忙時段出現擠逼情況。

## 列車編組

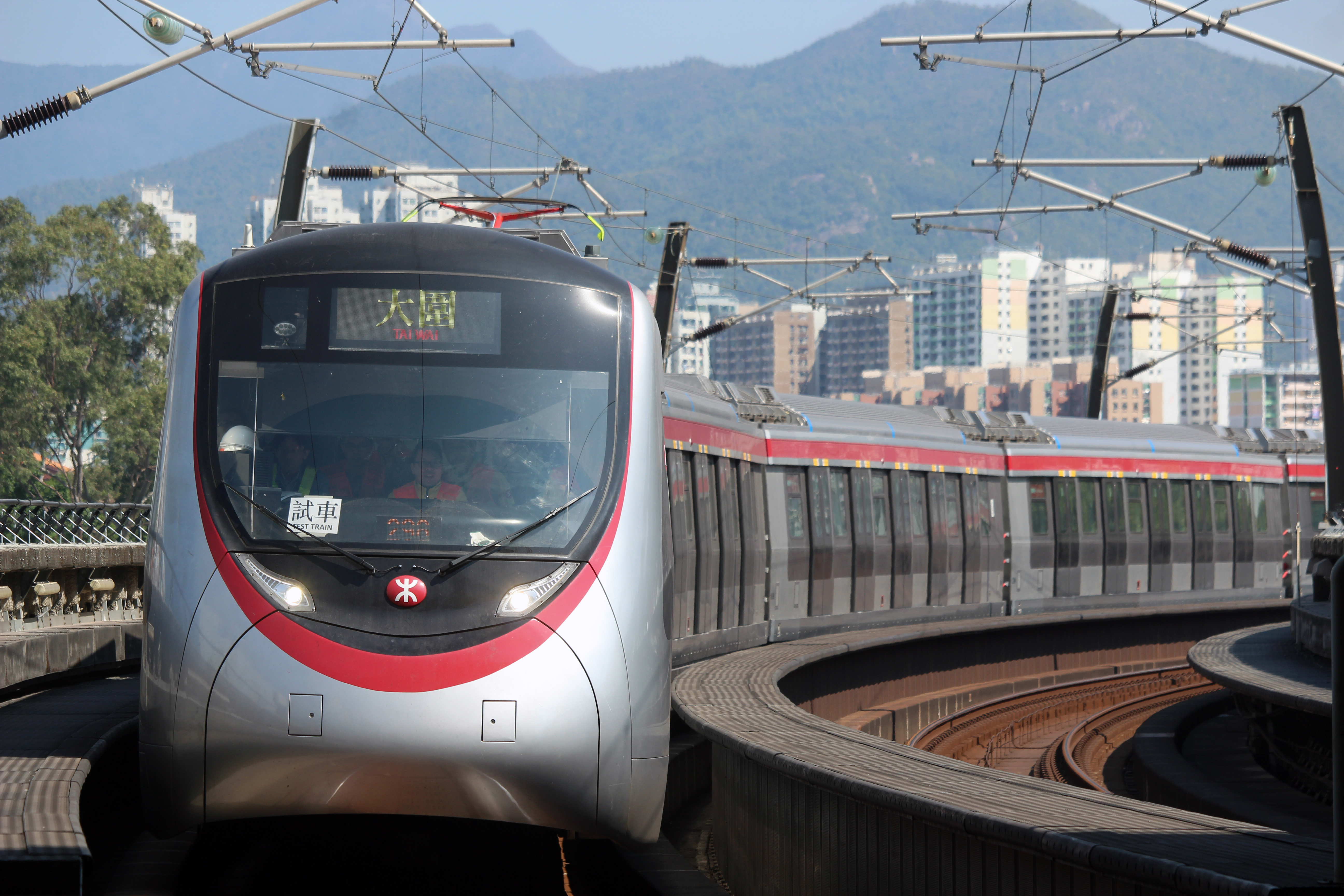
屯馬綫中國製列車正進入大圍站3號月台（正進行日間行車測試）

馬鞍山綫共使用20列列車行駛，列車每8卡為一組，車型分佈如下：
- 5列近畿川崎列車。
- 15列屯馬綫中國製列車。
- D - 設有駕駛室的拖卡（D359-D362／D365-D366／D371-D372／D377-D378／D397-D398／D401-D420／D423-D426／D429-D432）
- P - 設有集電弓的動力車卡（P359-P362／P365-P366／P371-P372／P377-P378／P397-P398／P401-P420／P423-P426／P429-P432）
- M - 設有輪椅預留位的動力車卡（M359-M362／M365-M366／M371-M372／M377-M378／M397-M398／M401-M420／M423-M426／M429-M432）
- H - 設有輔助駕駛控制板的拖卡（H359-H361／H365／H371／H377／單數）（日本製列車）
- K - 設有輔助駕駛控制板及集電弓的動力車卡（K397／K401-K419／K423-K425／K429-K431／單數）（中國製列車）
- C - 設有交叉線的拖卡（C360-C362／C366／C372／C378／C398／C402-C420／C424-C426／C430-C432／雙數）

列車每8卡為一組由2017年1月15日起，列車逐步擴編至8卡，8卡組合為D-P-M-H+C-M-P-D，曾經4卡組合為D-P-M+D，加入全新列車後另有D-P-M-K+C-M-P-D。

### 車輛維修
馬鞍山綫所有列車日常維修廠房是設於新界沙田區大圍站與顯徑站之間（顯徑站可以望向大圍車廠），即港鐵現時馬鞍山綫南面終點站大圍站西南面的大圍車廠。此車廠每日24小時運作，為馬鞍山綫的列車提供維修服務。

### 班次
- 繁忙時間：
  - 星期一至六早上繁忙時間（07:00-09:30）：每3.5分鐘一班
  - 星期一至六晚上繁忙時間（17:40-20:00）：每4分鐘一班
- 非繁忙時間：
  - 平日早上（05:40-07:00）：每6分鐘一班
  - 星期一至五（09:30-17:40）：每5分鐘一班
  - 星期六（09:30-12:00）：每5分鐘一班
  - 星期六（12:00-17:40）：每4.5分鐘一班（由2015年3月28日起加強服務）[33]
  - 假日（05:40-08:30）：每6分鐘一班
  - 假日（08:30-23:00）：每5分鐘一班
- 每日晚間（20:30-23:00）：每5分鐘一班
- 每日深夜（23:00-01:20）：每6分鐘一班

## 物業發展
遵從香港鐵路（地鐵和九鐵）一向的發展模式，興建鐵路時會在沿綫（特別是車站附近或車站上）發展私人住宅；一來以其利潤資助工程費用，二來可增加客源。唯物業設計時期正是香港政府推行八萬五建屋計劃政策，地基採用高地積比設計，備受市民批評。城規會最終亦會以綜合發展區容許較高的發展密度為理由，完全否決有關居民對屏風樓不滿的聲音，使有關項目最終能成功興建。而且物業發展設計是「為錢而非為人」，大部份綠化、康樂設施及休憩空間只限住客享用，公眾只可享用商場及面積細小的地面廣場，比東京、新加坡及上海等地落後得多。
- 烏溪沙站項目：銀湖·天峰

位於馬鞍山白石以南，北為西沙路，西為沙安街，東為馬鞍山繞道伸延的連接綫。地盤面積3.41公頃，可建7幢住宅樓宇，提供2,218個單位，共168,650平方米，另4,000平方米的商舖及1,000平方米的幼兒園。由信和置業投得。
- 車公廟站項目：溱岸8號

位於馬鞍山綫的車公廟站，毗鄰沙田市中心，東臨獅子山隧道公路，南接車公廟路及面向城門河道。地盤面積1.81公頃，總建築面積達130萬平方呎，可建4幢住宅樓宇，提供981個單位。分層戶面積約670至1,800平方呎，提供2房至4房，半數為900至1,300呎3房戶。另備20個複式或雙連特色單位，面積介乎2,000至3,000平方呎，當中頂層特色單位附設私家天台。另項目基座設近5萬呎會所，另有幼稚園及193平方米的商舖。項目由新世界發展投得。
- 大圍站項目：柏傲莊

位於城門河西南面，東南為車公廟路，西南為美田路。西北為村南道，現時被東鐵綫路軌相隔。地盤面積4.85公頃，可建8幢樓高40至49層住宅樓宇（後改為7幢，最高56層），提供2,900個單位（目前定為3,090伙），共190,480平方米，另62,000平方米的商業及11,640平方米的專上學院。項目被不少區內居民批評為名城翻版，認為有關規劃強奪過去的公共休憩空間，並增加屏風效應。唯城規會認為該項目需要發展最大的樓面面積，方可善用珍貴的土地。港鐵於2014年招標，項目由新世界發展投得。
- 大圍車廠項目：名城

位於大圍站西南面，東南面與車公廟路連接，西南為田心街，東北為美田路。地盤面積7.06公頃，可建12幢住宅樓宇，提供4,328個單位，共313,955平方米，另24,490平方米的社區設施。由長江實業投得。

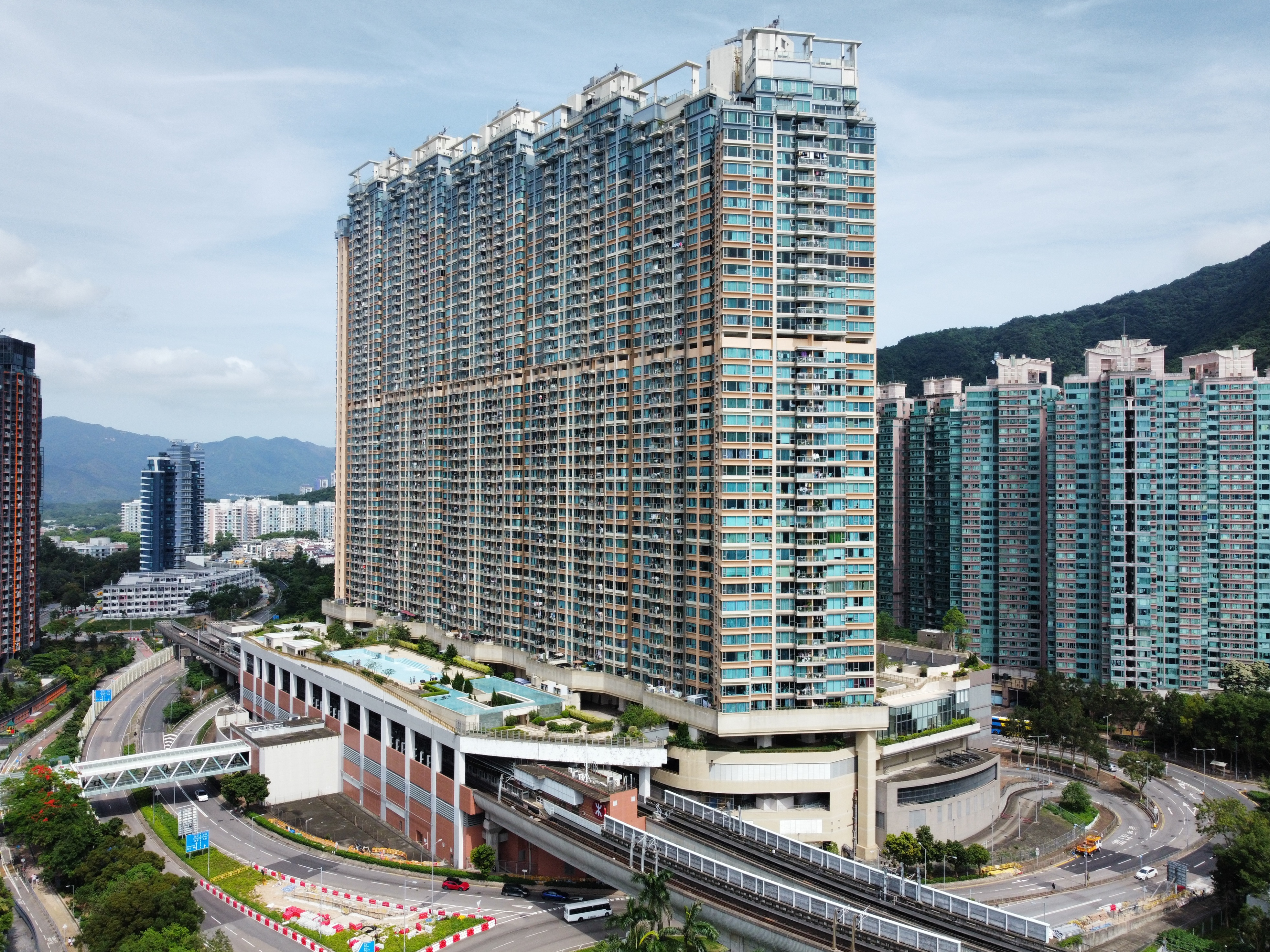
烏溪沙站上蓋發展項目－銀湖·天峰
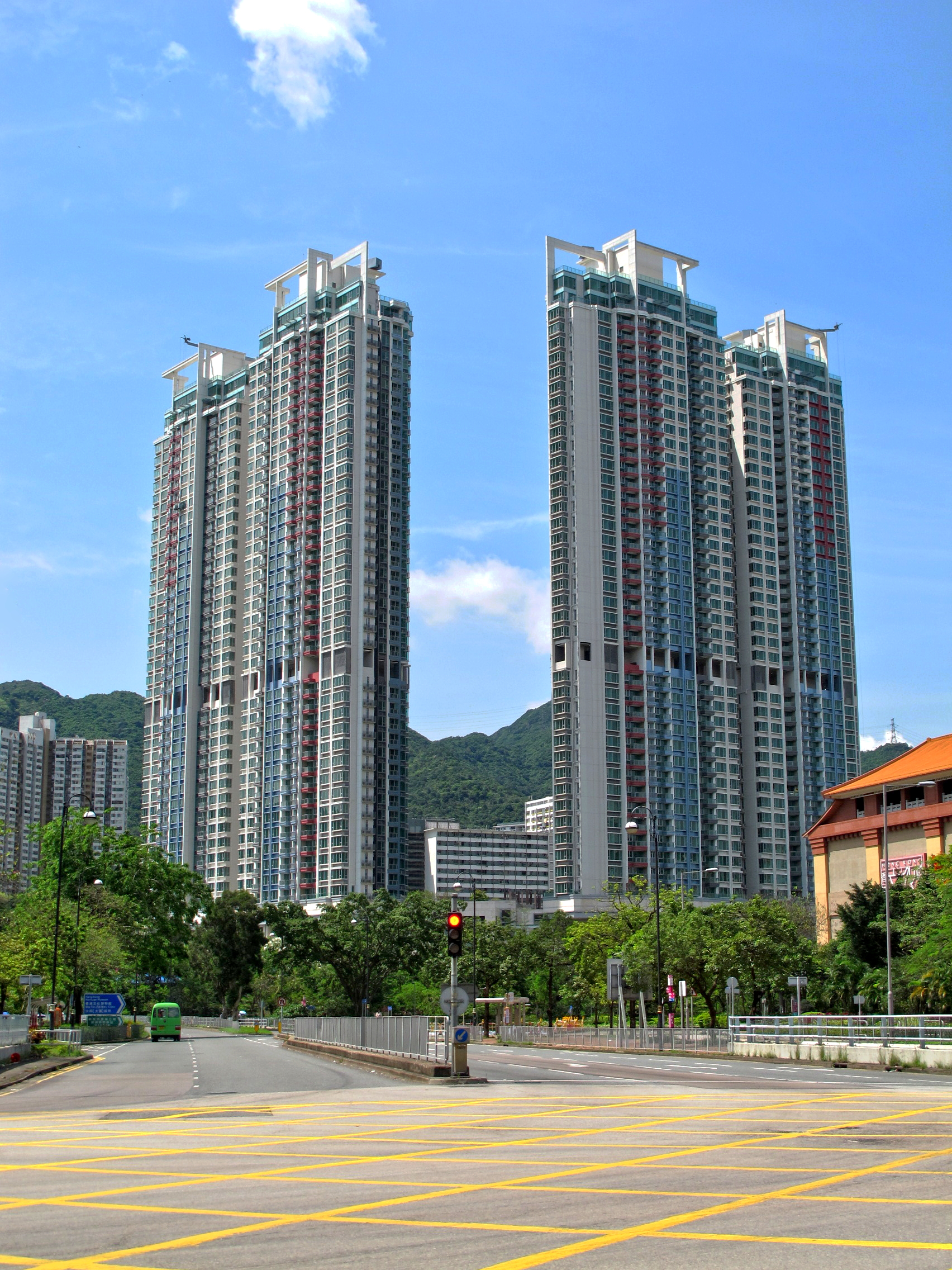
車公廟站上蓋發展項目－溱岸8號
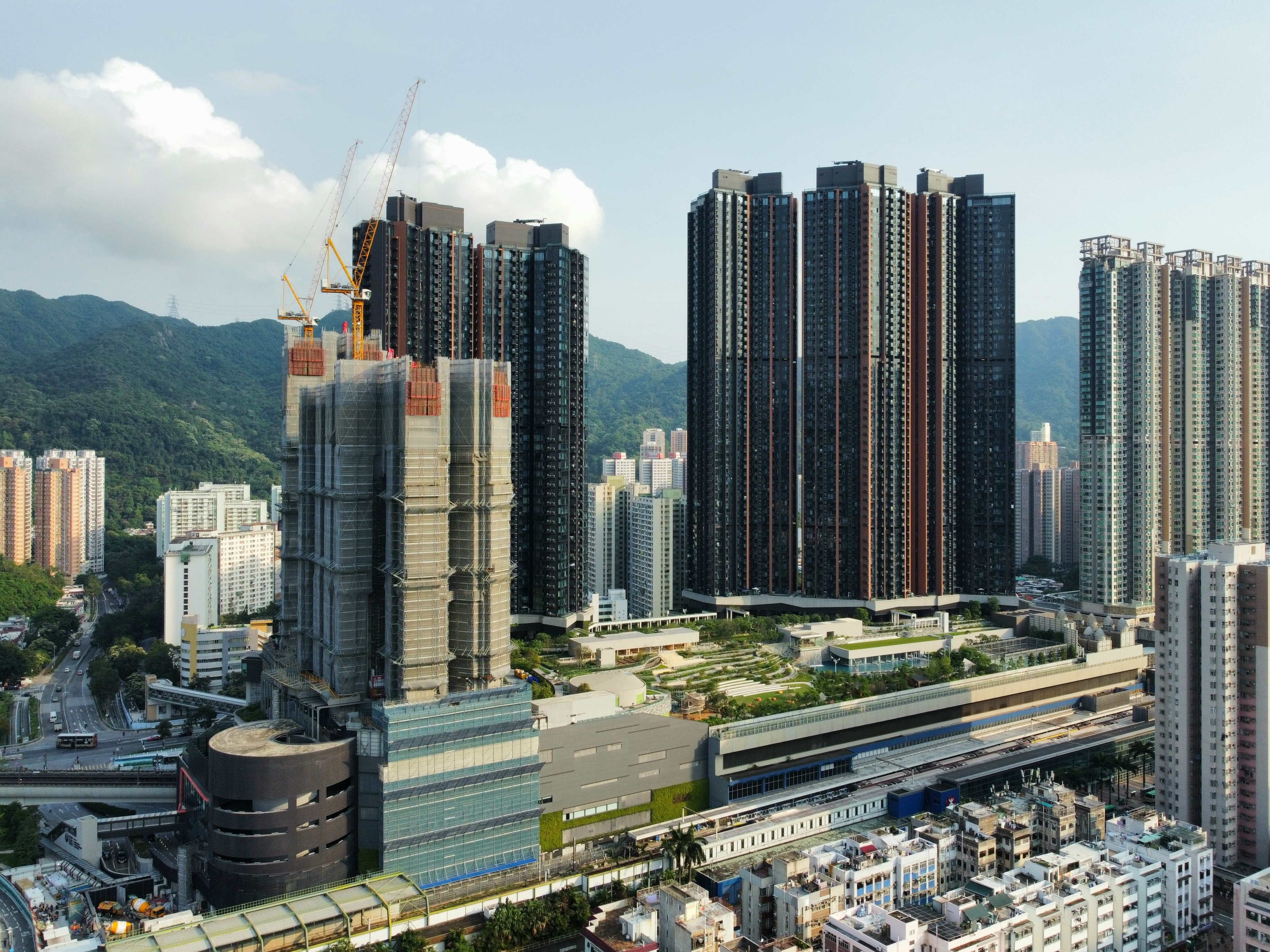
大圍站項目－柏傲莊
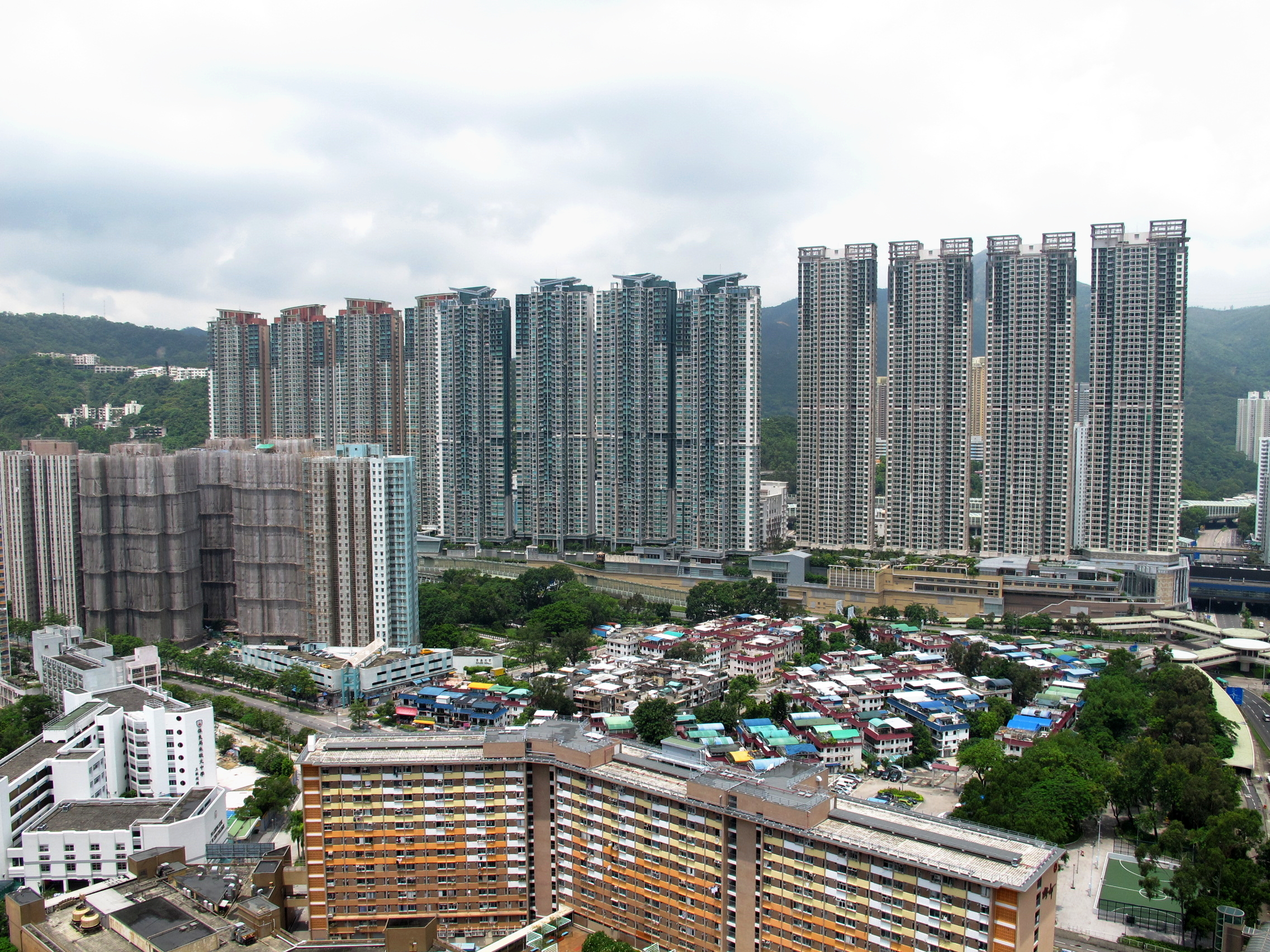
港鐵大圍車廠上蓋發展項目－名城

## 後續發展

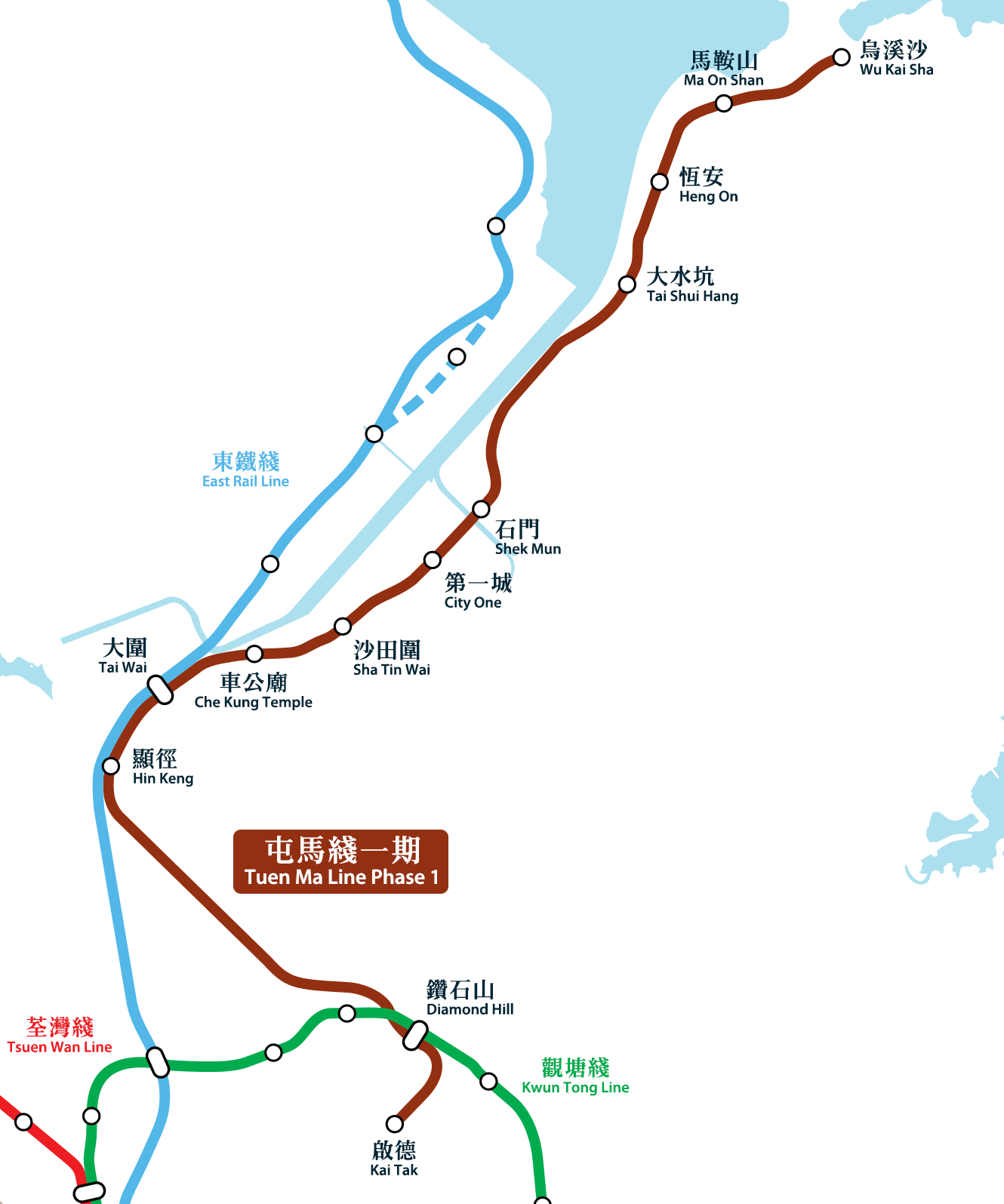
屯馬綫一期地圖

### 屯馬綫
按照沙田至中環綫（沙中綫）的早期計劃，原有的馬鞍山綫會由大圍站延伸，經過東九龍的鑽石山、啟德、宋皇臺、土瓜灣、何文田，在紅磡與九廣東鐵（今東鐵綫）和九廣西鐵（今西鐵綫）交匯，再通過第四條過海鐵路到香港島，經會展到達金鐘，成為沙田至中環綫。
沙中綫計劃後來多次變動。2008年3月11日，港府建議以合併方案為核心，對沙中綫進行進一步的規劃。合併方案和原計劃的最大分別是馬鞍山綫沿上述路綫伸延至紅磡站後再連接整條西鐵綫（紅磡至屯門），成為貫通烏溪沙至屯門的策略性鐵路走廊「屯馬綫」，而沙中綫過海部份改由東鐵綫向南延伸。
沙中綫的大圍站至紅磡站一段原定於2019年完成，但因受紅磡站工程問題影響，紅磡站擴建部分未能啟用，因此馬鞍山綫於2020年2月14日由大圍站延伸服務至啟德站，並命名為「屯馬綫一期」，而「屯馬綫一期」於2021年6月27日與西鐵綫接通，並統一名稱為「屯馬綫」。

## 相關參見
- 沙田至中環綫
- 屯馬綫

### 引用
1. ↑   (PDF). Legislative Council. 29 October 2014  [15 April 2015]. （原始内容存档 (PDF)于2021-05-15）. （页面存档备份，存于）（繁體中文）
2. ↑  . www.singtao.com. （原始内容存档于2020-04-05）. （页面存档备份，存于）（繁體中文）
3. ↑  百載鐵道情，286頁
4. ↑  . 大公報,. 1981-06-26.
5. ↑  《馬鞍山交通研究第一期報告》圖5.9
6. ↑  《馬鞍山交通研究第一期報告》圖1.3
7. ↑  . South China Morning Post. 1992-04-24.
8. ↑  . South China Morning Post. 1993-04-10.
9. ↑  . South China Morning Post. 1994-11-23.
10. ↑   (PDF).   [2020-02-14]. （原始内容存档 (PDF)于2020-04-05）. （页面存档备份，存于）
11. ↑  . MVA-茂盛 (报告). 1998-01: 3.
12. ↑  . 東網. 2004-12-21.
13. ↑   (新闻稿). 政府新聞網. 2004-12-21.
14. ↑  鐵路百年 - 香港鐵路的蛻變 的存檔，存档日期2011-07-16. - 第3頁
15. ↑  . www.google.com.hk.
16. ↑  . 蘋果日報. 2016-11-01  [2016-11-01]. （原始内容存档于2016-11-03）. （页面存档备份，存于）
17. ↑  . on.cc東網. 2016-11-01  [2016-11-01]. （原始内容存档于2016-11-03）. （页面存档备份，存于）
18. ↑  mtrA381382, , 2016-06-28  [2018-01-13], （原始内容存档于2020-04-05） （页面存档备份，存于）
19. ↑  Railic HK, , 2016-11-19  [2018-01-13], （原始内容存档于2017-03-05） （页面存档备份，存于）
20. ↑  mtrA381382, , 2016-11-23  [2018-01-13], （原始内容存档于2020-11-12） （页面存档备份，存于）
21. ↑  mtr A383384, , 2016-11-23  [2018-01-13], （原始内容存档于2020-04-05） （页面存档备份，存于）
22. ↑  . www.facebook.com.   [2018-01-13]. （原始内容存档于2020-04-05） （中文（简体））. （页面存档备份，存于）
23. ↑   (PDF). 2017-12-23  [2018-01-13]. （原始内容存档 (PDF)于2018-01-14）. （页面存档备份，存于）
24. ↑  .   [2022-03-09]. （原始内容存档于2021-04-11）. （页面存档备份，存于）
25. ↑  馬鐵月台幕門2017年完成 （页面存档备份，存于） 《星島日報》 2012年5月3日
26. ↑  .   [2022-03-09]. （原始内容存档于2019-06-14）. （页面存档备份，存于）
27. ↑  東鐵月台閘門 2020年全線裝妥 （页面存档备份，存于） 《東方日報》 2013年9月13日
28. ↑  東鐵及馬鐵全線將安裝月台閘門 （页面存档备份，存于） 《星島日報》 2013年9月12日
29. ↑  東鐵馬鐵幕門料2020年竣工 （页面存档备份，存于） 《星島日報》 2013年9月13日
30. ↑  東鐵馬鐵全綫裝閘門 料花八年 （页面存档备份，存于） 《晴報》 2013年9月13日
31. ↑  . 明報. 2014-04-14  [2014-04-14]. （原始内容存档于2016-05-09）. （页面存档备份，存于）
32. ↑   (PDF). 港鐵公司資訊：新聞稿. 港鐵. 2015年3月24日  [2015年3月26日]. （原始内容存档 (PDF)于2015年4月2日）. （页面存档备份，存于）
33. ↑  .   [2017-09-16]. （原始内容存档于2017-09-25）. （页面存档备份，存于）
34. ↑   (PDF). 運輸及房屋局. 2008年3月11日  [2008年3月24日]. （原始内容存档 (PDF)于2008年8月29日）. （页面存档备份，存于）
35. ↑  .   [2019-07-18]. （原始内容存档于2019-07-18）. （页面存档备份，存于）
36. ↑  . 明報. 2020-01-17  [2020-01-17]. （原始内容存档于2020-02-13）. （页面存档备份，存于）
37. ↑  . 2020-08-10  [2020-08-11]. （原始内容存档于2020-09-09）. （页面存档备份，存于）

## 外部連結
- 港鐵列車服務簡介 （页面存档备份，存于）
- 九廣鐵路公司. . web.archive.org.   [2009-08-06]. （原始内容存档于2007-03-21） （中文（香港））. （页面存档备份，存于）